# Kuwania rubra
Kuwania rubra är en insektsart som beskrevs av Goux 1938. Kuwania rubra ingår i släktet Kuwania och familjen pärlsköldlöss. Inga underarter finns listade i Catalogue of Life.